# Téléjournal de la Radio télévision suisse
 (août 2023).
Si vous disposez d'ouvrages ou d'articles de référence ou si vous connaissez des sites web de qualité traitant du thème abordé ici, merci de compléter l'article en donnant les références utiles à sa vérifiabilité et en les liant à la section « Notes et références ».
Le 12h45 ou 19h30 anciennement Le Téléjournal est l'édition principale de l'actualité de la Radio télévision suisse.

## Histoire
Le téléjournal de la RTS est né en 1954. Dans un souci d'économie, le Téléjournal était centralisé à Zurich où, jusqu'en 1981, les journalistes alémaniques, tessinois et romands fabriquaient un « tout en images » qui était commenté dans les trois langues nationales. Jacques Bernard mais aussi Roland Bhend, Pierre Chatel, Eliane Bardet, Annette Leemann, Frédéric Neumann, Jean-Gabriel Zufferey, José Ribeaud, Dominique Gross en étaient les présentateurs. Le premier studio, servi par une caméra fixe, avait été installé dans un immeuble locatif au centre de Zurich, à la Kreuzstrasse avant d'être déménagé dans le nouveau bâtiment près de Glattbrugg, à la Fernsehstrasse. Ce n'est que depuis le 1er janvier 1982 que le TJ est déplacé à Genève. Son transfert orchestré par Bernard Béguin, ancien rédacteur en chef du Journal de Genève et adjoint à la direction de la TV romande, a donné lieu à une vraie bataille politique, certains craignant que les journaux des trois régions linguistiques soient trop différents et perdent leur identité nationale. Bataille politique également pour le choix de la ville romande. Finalement Lausanne aura la radio et Genève la Télévision. Rappelons que le téléjournal ne durait alors qu'un quart d'heure et qu'il n'était constitué que d'informations provenant surtout de l'agence télégraphique suisse (ATS) et des images échangées par les régions ou par un news exchange des principales chaînes publiques européennes. Très peu de reportages locaux ou régionaux le complétaient. La première équipe genevoise de cadres est constituée de Gaston Nicole, rédacteur en chef, Eric Lehmann (qui deviendra en 1990 Président de la SSR), Pierre Kramer et Claude Smadja.
C'est aussi l'occasion, pour les journalistes, d'abandonner leurs vieilles machines à écrire suisses, les fameuses Hermès 3000 et le papier carbone. Eric Lehmann et Daniel Monnat sont chargés de trouver un système de traitement de texte permettant à six journalistes d'oeuvrer simultanément sur le même système. Après quelques mois de recherche, c'est un système américain (Wang) qui est choisi alors que le nordique Nokia, pourtant performant, n'autorise pas les accents sur les mots. On est encore loin des systèmes informatiques connus aujourd'hui. Quant aux reportages, ils sont réalisés en 16 millimètres et nécessitent un développement de la pellicule, une synchronisation son et images et un montage, de même qu'une illustration sonore réalisée en direct. Établir un duplex coûte cher et donc plutôt exceptionnel. Dès l'installation à Genève, le téléjournal étoffe son réseau de correspondants dans les cantons qui, jusque là, œuvraient pour des émissions régionales comme Bonsoir, Un Jour Un heure et, plus tard, Courrier romand. Serge Hertzog à Fribourg, Pierre Kramer à Neuchâtel, Denis Moine dans le Jura, Michel Kellenberger en terre vaudoise, Thierrey Masselot à Genève et Hugo Besse en Valais restent encore dans les mémoires. Ce sont encore les années « hors sac », un système qui voit le cameraman correspondant apporter sa pellicule à la gare, une pellicule qui sera réceptionnée par un coursier en gare de Genève et aussitôt emmenée au laboratoire de développement de la télévision romande.

### Années 1980
Les années 1980 riment avec la présentation de Pierre-Pascal Rossi et d'Annette Leemann puis de Gaston Nicole et d'Eric Lehmann. Le petit studio de la Kreutzstrasse zurichoise avec sa caméra fixe paraît déjà bien loin. Désormais c'est un véritable studio avec une équipe de techniciens qui sont en charge. Chef photo, cadreurs, éclairagistes, régisseur de plateau, ingénieurs du son sont reliés à la régie où opèrent le réalisateur, la script-girl, un ingénieur du son et divers assistants. L'édition de midi est instaurée le 4 janvier 1987, elle a été présentée par Jean-Philippe Rapp. En 1987 est inauguré le studio 5, lequel accueillera le décor du Téléjournal jusqu'en 2001.
Dès 1982, le téléprompteur entre en scène, un dispositif technique encore sommaire, actionné à la manivelle par un assistant de plateau puis à l'aide d'une pédale placée sous le bureau du présentateur et qu'il actionne avec plus ou moins de bonheur. Ce téléprompteur permet la lecture des textes directement sur une sorte de miroir placé dans l'oeil de la caméra et qui va être une vraie révolution. Désormais les téléspectateurs se sentent regardés dans les yeux.

### Années 1990
En 1995 est créé le Téléjournal Genève-régions, suivi en 1998 du TJ-Régions diffusé cette fois depuis Lausanne. En 1997, la TSR lance son deuxième canal et crée Soir-Dernière, une version actualisée du TJ Soir.

### Années 2000
En 2001, à la suite du projet Actu 2000, le nom du téléjournal devient selon l'édition, Le 12:45, Le 19:30 et Le 23:15 lesquels sont totalement numérisés et changent de décor, de ligne graphique, de studio et de salle de rédaction. De même, une nouvelle rénovation a lieu le 9 janvier 2006 ou l'émission prend le nom de Le Journal en changeant à nouveau de décor et de générique.
Le 31 octobre 2018, Le 19h30 est entièrement produit et présenté par la génération milléniale, à savoir les moins de 35 ans.

## Présentateurs

### Présentateurs et présentatrices actuels
Semaine (du lundi au jeudi 19H30)
- Philippe Revaz

Week-end (du vendredi soir au dimanche soir 19H30 et 12H45)
- Fanny Zürcher
- Jennifer Covo

Semaine (du lundi au vendredi 12H45)
- Claire Burgy

### Anciens présentateurs et présentatrices
- Roland Bhend
- Éliane Bardet, première femme à occuper le poste[4] à partir de 1970[5]
- David Berger
- Amélie Boguet (remplaçante)
- Alain Orange (remplaçant)
- Elisabeth Logean (remplaçante)
- Gaston Nicole
- Eric Lehmann
- Jean-Philippe Rapp
- Benoît Aymon
- Michel Cerutti
- Olivier Dominik
- Hubert Gay-Couttet
- Laurent Huguenin-Elie
- Romaine Jean
- Annette Leemann
- Massimo Lorenzi
- Esther Mamarbachi
- Luigi Marra
- Judith Mayencourt
- David Rihs
- Pierre-Pascal Rossi
- Muriel Siki
- Darius Rochebin[6]
- Agnès Wuthrich[7]

## Liens
- 12h45 - Page d'émission
- 19h30 - Page d’émission